# Jean Toci
Jean-Lucien Tocci (né en 1933, mort le 7 mai 1997) est une figure du grand banditisme français et du milieu marseillais et successeur de son demi-frère Gaëtan Zampa à la tête de son clan.

## Carrière
Il est le demi-frère de Gaëtan Zampa. Ils ont été élevé séparément et ne sont rencontrés que tardivement, vers l'âge de 20 ans. Dès lors, ils ne se sont plus jamais quittés.
Il a vécu de près la terrible « guerre de cent ans » du milieu marseillais. En effet, le 1er février 1977, un ancien affilié du clan Zampa, devenu plus ou moins indépendant, Jacky Imbert dit Jacky Le Mat, est victime d'une agression. Il reçoit 7 balles de 11.43 et 15 plombs de chevrotine dans le corps. Véritable miraculé, il survit et la légende voudrait qu'un des agresseurs, par provocation, ait enlevé sa cagoule. Toujours selon la rumeur, l'agression aurait été fomentée par Zampa. Dès lors s'ensuit une série de règlements de comptes qui voit disparaître un à un tous les membres du clan Zampa. Zampa lui-même, incarcéré dans une affaire de malversations financières, se suicide en 1984. Mais même après cela, les assassinats continuent de s'enchaîner. À la mort de son demi-frère, Toci reprend la direction du clan.
En 1990, Toci est interpellé à son domicile de Roquebrune-sur-Argens dans le Var. Il vit dans un mobil-home où les policiers découvrent plusieurs fusils-mitrailleurs.
En 1992, il est condamné à huit ans de prison par le tribunal de grande instance de Marseille pour une affaire de machines à sous illégales. Son nom est également cité à propos d'un réseau de trafiquants évoluant autour d'un important laboratoire de transformation de la morphine-base à Phoenix en Arizona appartenant à la famillle Benevento, parrain de la drogue aux États-Unis. Toci est repéré dans tous les dossiers du grand banditisme des années 1980-1990: braquage, proxénétisme, magouilles financières dans les discothèques.

## Assassinat
Le 7 mai 1997, il est abattu à coup de fusil à pompe avec sa compagne Berthe Crémier sur le parking d'un supermarché d'Istres. Les agresseurs sont deux hommes cagoulés qui ont réussi à prendre la fuite à bord d'un fourgon immatriculé en Europe de l'Est.